# Parlamento della Comunità germanofona del Belgio
Il Parlamento della Comunità germanofona (in tedesco: Parlament der Deutschsprachigen Gemeinschaft), conosciuto anche con le sigle DG-Parlament o PDG, è l'assemblea legislativa monocamerale competente per la Comunità germanofona del Belgio, con sede ad Eupen. Esso nomina e supervisiona il governo della comunità ed approva il bilancio annuale.

## Storia
Il precursore di un'assemblea legislativa per la Comunità germanofona del Belgio fu, fin dalla sua prima riunione del 23 ottobre 1973, il "Concilio della Comunità culturale tedesca" (de. Rat der deutschen Kulturgemeinschaft). I suoi membri non erano eletti direttamente dalla popolazione ma scelti in base ai risultati delle elezioni per il Parlamento federale del Belgio. Esso emanava dei regolamenti senza valore vincolante, che svolgevano solamente un ruolo consultivo nelle decisioni nazionali sulla cultura. Le prime elezioni dirette per il Concilio avvennero nel marzo del 1974, diventando la prima assemblea regionale belga composta da rappresentanti eletti direttamente.
La riforma amministrativa dello Stato del periodo 1980-1983 ha conferito maggiori poteri alla comunità culturale, permettendole di legiferare sulle questioni culturali e sulle relazioni interc-omunitarie e internazionali. Allo stesso tempo, fu istituito l'organo esecutivo della comunità di lingua tedesca, che da allora è autorizzato ad esercitare poteri in accordo con la Regione Vallonia. Con una legge del 31 dicembre 1983 la comunità culturale divenne finalmente una delle Comunità del Belgio: di conseguenza, il Concilio culturale mutò il suo nome in "Concilio della Comunità germanofona" (de. Rat der Deutschsprachigen Gemeinschaft), nominato il 30 gennaio 1984 che elesse il primo governo comunitario lo stesso giorno.
Un emendamento alla Costituzione belga del 9 luglio 2004 ha infine assicurato che a tutti i precedenti consigli regionali e comunitari in Belgio fosse dato il nome di "Parlamento".

## Sede
La sede del Parlamento si trova ad Eupen nel cosiddetto Sanatorium dal 18 ottobre 2013, vicino all'edificio principale della Belgischer Rundfunk (BRF) e di fronte allo stadio principale della città, nel quale gioca il KAS Eupen.
L'edificio è stato costruito dal 1915 al 1917 per la "Società mercantile tedesca per le case di riposo" come un luogo di cura. Dopo che Eupen passò al Belgio al termine della prima guerra mondiale, la compagnia mercantile vendette l'edificio all'"Associazione nazionale belga contro la tubercolosi", che la usò 1922 come un sanatorio per pazienti affetti da patologie polmonari. Col ritorno di Eupen alla Germania nel corso della seconda guerra mondiale l'edificio ritornò alla Società mercantile nel 1941, ma dal 1942 divenne un ospedale militare, prima tedesco, poi americano.
Finita la guerra, nel 1947 la tenuta divenne un sanatorio universitario, ma dovette presto essere chiusa a causa del basso numero di pazienti. La proprietà passo allo Stato belga nel 1965 e l'edificio venne riconvertito in istituto scolastico. Dal 1977 vi ha trovato sede il Robert Schumann Institute (RSI) per poi servire come collegio fino al 2007. Successivamente è stato ristrutturato ed ampliato, diventando la sede definitiva del Parlamento dal 2013.
Prima di trasferirsi nell'edificio del Sanatorium, il Parlamento si trovava nella località di Kaperberg, sempre nel comune di Eupen. L'edificio era stato costruito nel 1812 per un produttore di stoffa, ed ospitava il Concilio della comunità fin dal 1973.

## Poteri
La comunità di lingua tedesca ha poteri su questioni culturali, linguistiche e "personali" (ad esempio educazione, assistenza sanitaria) come le altre comunità del Belgio. Le altre questioni sono legiferate dal governo della Vallonia, che esercita potere sul territorio attraverso un rappresentante della comunità germanofona.
I contrasti tra le comunità linguistiche del Belgio, ha portato i germanofoni a richiedere l'istituzione di una propria regione indipendente. Per ovviare questa deriva, e in osservanza dell'articolo 139 della Costituzione belga, la Regione vallona ha trasferito alcuni poteri regionali alla Comunità di lingua tedesca:
- nel 1995 su questioni di monumenti e patrimonio
- nel 2000 su questioni archeologiche e di politica dell'occupazione
- nel 2005 sulla supervisione del Consiglio della Chiesa, la supervisione dei comuni e dei distretti di polizia, il finanziamento dei comuni, funerali e lapidi

Tuttavia, a differenza con le altre due comunità linguistiche del Paese, il Parlamento della comunità germanofona non ha alcun controllo sulla lingua utilizzata nell'amministrazione. I 9 comuni della comunità sono tutti comuni a facilitazione linguistica, ma in ambito amministrativo non utilizzano il tedesco bensì il francese.
Il Parlamento si occupa anche dell'organizzazione delle cerimonie nell'ambito della Festa della Comunità germanofona, che si tiene ogni anno il 15 novembre.

## Membri ed elezione
Il Parlamento è composto da 25 membri, eletti con suffragio universale ogni 5 anni in contemporanea con le elezioni europee. I membri eletti sono gli unici ad avere potere di intervenire e di voto. Oltre ai deputati eletti ci sono altri membri con soli poteri consultivi e che hanno il diritto di partecipare alle riunioni. Questi sono:
- i consiglieri della Provincia di Liegi
- i membri del Parlamento vallone
- i membri della Camera dei rappresentanti e i membri del Senato che risiedono nell'area germanofona del Belgio
- l'europarlamentare eletto nella Circoscrizione germanofona

## Commissioni
Il Parlamento è composto da 5 commissioni:
- Commissione I: Politica generale, governo locale, petizioni, finanze e cooperazione
- Commissione II: Cultura
- Commissione III: Istruzione e formazione
- Commissione IV: Salute, occupazione e affari sociali
- Commissione V: Sorveglianza delle spese elettorali e comunicazioni delle autorità pubbliche

## Presidenti

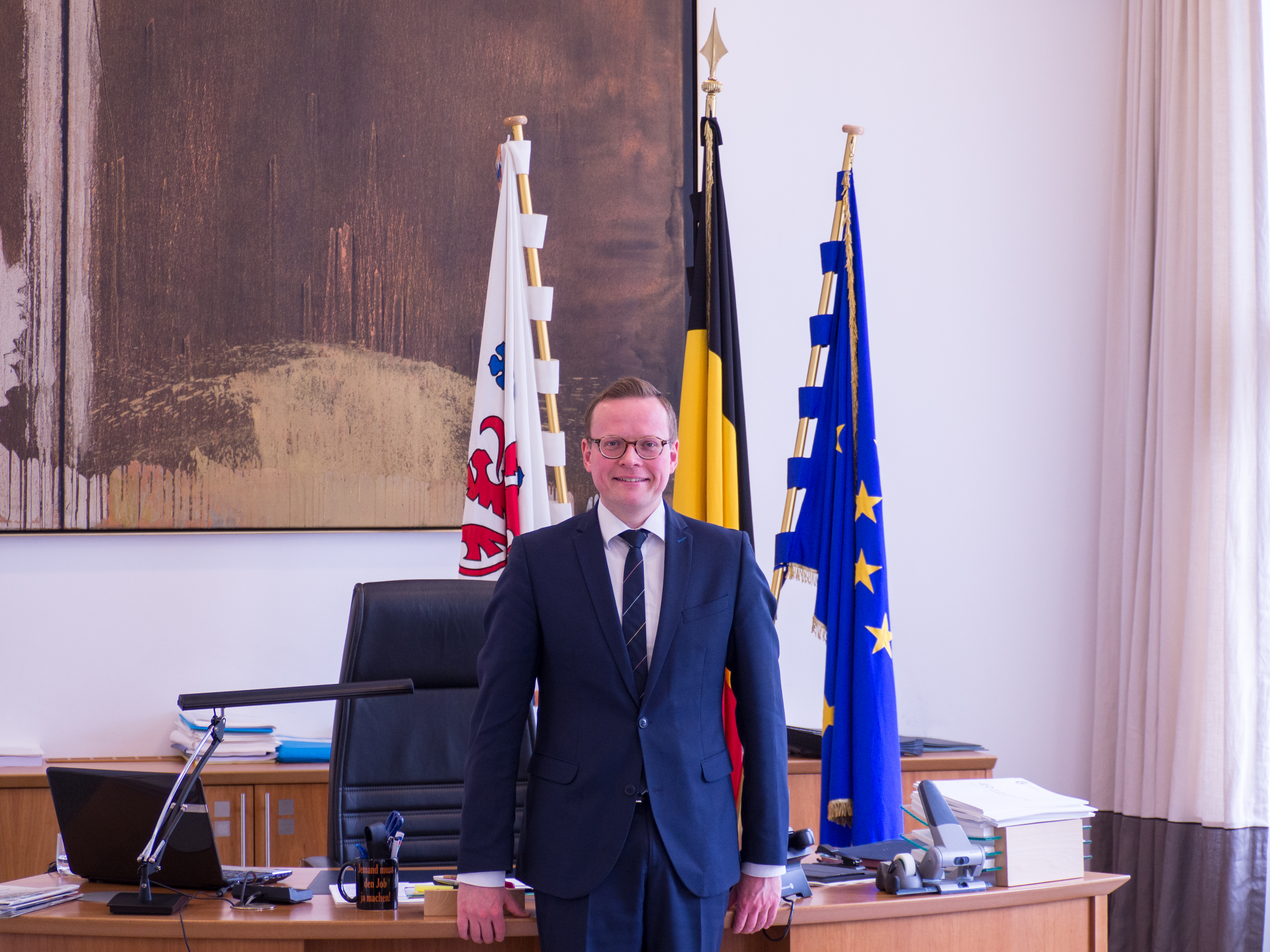
Alexander Miesen, presidente del Parlamento dal 19 settembre 2016

| Ordine | Nome                | Mandato                            | Partito | Partito |
| ------ | ------------------- | ---------------------------------- | ------- | ------- |
| 1      | Johann Weynand      | 13 ottobre 1973 - 31 dicembre 1976 |         | CSP     |
| 2      | Albert Gehlen       | 14 gennaio 1977 - 8 novembre 1981  |         | CSP     |
| 3      | Manfred Betsch      | 1º dicembre 1981 - 27 gennaio 1985 |         | CSP     |
| 4      | Kurt Ortmann        | 11 febbraio 1985 - 28 ottobre 1990 |         | CSP     |
| 5      | Mathieu Grosch      | 13 novembre 1990 - 1º agosto 1994  |         | CSP     |
| 6      | Manfred Schunck     | 20 settembre 1994 - 13 giugno 1999 |         | CSP     |
| 7      | Alfred Evers        | 6 luglio 1999 - 13 giugno 2004     |         | PFF     |
| 8      | Louis Siquet        | 6 luglio 2004 - 1º febbraio 2010   |         | SP      |
| 9      | Ferdel Schröder     | 1º febbraio 2010 - 3 gennaio 2013  |         | PFF     |
| 10     | Alexander Miesen    | 21 gennaio 2013 - 25 maggio 2014   |         | PFF     |
| 11     | Karl-Heinz Lambertz | 26 giugno 2014 - 19 settembre 2016 |         | SP      |
| 12     | Alexander Miesen    | 19 settembre 2016 - in carica      |         | PFF     |